# Gestreepte gaasvlieg
De gestreepte gaasvlieg (Nineta vittata) is een insect uit de familie van de gaasvliegen (Chrysopidae), die tot de orde netvleugeligen (Neuroptera) behoort. 
Nineta vittata is voor het eerst wetenschappelijk beschreven door Wesmael in 1841.